# Turkopolové

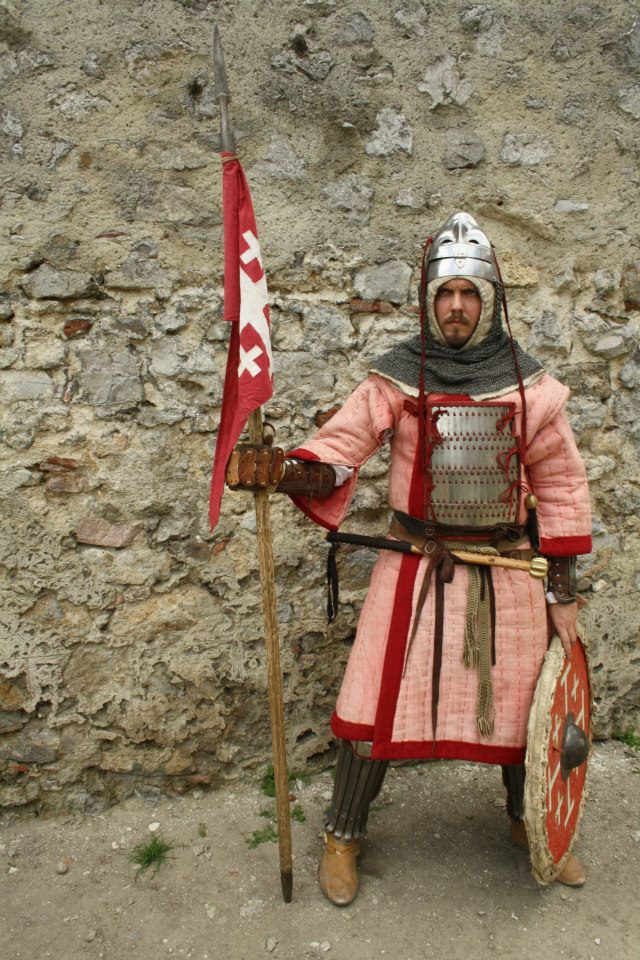
Rekonstrukce Turkopola z 12. století

Turkopolové či Turcopolieři (z řeckého Τουρκόπουλοι, Turkópuloi, synové Turků) byli během křížových výprav místně rekrutovaní žoldnéři, často najímaní do evropských i byzantských armád jako jízdní lučištníci a lehká jízda. 
Křižáci se s Turkopoly poprvé setkali během první křížové výpravy v Anatolii, kde byly oddíly Turkopolů součástí byzantské armády. Tyto jednotky měly různý turkický původ; včetně Pečeněgů, Oghuzských Turků, Uzů, Kumánů a Prabulharů. Některé byzantské turkopolské jednotky pod velením generála Tatikiose doprovázely první křížovou výpravu a mohly poskytnout model pro následné nasazení domorodé pomocné lehké jízdy v křižáckých státech. 
Turkopolové byli dále obvykle míšenci mezi Řeky a Turky, později po založení křižáckých států i mezi palestinskými Franky a Levantinci. Turkopolové byli buď křesťané ortodoxního či některého z dalších východních ritů, nebo přijali islám. Některé turkopolské oddíly se přidaly ke křížové výpravě a v prvních letech křižáckých států sloužily v křižáckých armádách.
V křižáckých státech na Blízkém východě se turkopolské oddíly nerekrutovaly výhradně z franko-levantských míšenců, ale také z křesťanských Turků, nebo z místních východních křesťanů. V Levantě turkopolské oddíly tvořily lehkou jízdu, která neměla takové brnění jako těžká jízda franských rytířů, díky tomu mohli Turkopolové lépe bojovat s mnohem pohyblivějšími muslimskými jezdci. Turkopolové byli ozbrojeni většinou lukem a kopím a sloužili jako průzkumníci, či harcovníci. Někdy sloužili jako druhá vlna útoku za rytíři a seržanty. Turkopolové jezdili na lehčích koních než destrier – ořích, které používali rytíři. Měli též lehčí brnění, často jen prošívanou drátěnou košili a kónickou kovovou přilbu. Turkopolové bojovali jak v armádě křižáckých vládců, ale také se vyskytovali v oddílech rytířských řádů, kde bojovali po boku franských seržantů. Nicméně u rytířských řádů Turkopolové stáli na nižším stupni než seržanti a vztahovala se na ně různá omezení, například museli jíst u stolu odděleného od franských členů řádu.
Mamlúci Turkopoly považovali za zrádce víry a odpadlíky, proto je, po zajetí, bez milosti popravovali. Turkopolové nicméně rytířským řádům sloužili i po pádu palestinských křižáckých států například na křižáckém Kypru nebo johanitům na Rhodu a Maltě. Řád německých rytířů v Pobaltí a Prusku příslušníky své kavalerie složené z domorodých obyvatel rovněž nazýval „Turkopoly“ (Turkopolen).